# 原曻
原 曻（はら のぼる、1922年（大正11年）5月8日 - 2016年（平成28年）2月14日）は、日本の政治家。大阪府岸和田市長。大阪府市長会顧問。

## 来歴
大阪府岸和田市出身。元特攻隊隊員。1956年（昭和31年）関西大学経済学部を卒業後、岸和田市役所に入る。1962年（昭和37年）青少年課長、1965年（昭和40年）職員課長、1970年（昭和45年）総務部長と昇進を続け、1973年（昭和48年）の岸和田市長選挙に立候補、社会党と共産党の推薦を得て、当時4選を狙っていた自民推薦の現職・中澤米太郎を破り初当選する。泉州地域では初めて社共共闘による革新市長が誕生した。
定住外国人（主に在日朝鮮人）への地方参政権付与を認める決議を採択し、韓国の当時の大統領盧武鉉より修交勲章崇礼章を授与された。
その後市長を8期連続で務め、2005年に引退を表明する。
2009年（平成21年）11月、岸和田市名誉市民の称号を贈られる。
2016年2月14日、肺炎のため死去。没後、正七位から従四位に進階。